# Alpenpokal 1978
Der Alpenpokal 1978 war die 18. Auflage des Fußballwettbewerbs. Servette Genf gewann das Finale gegen FC Lausanne-Sport.

## Gruppenphase

### Gruppe A
| Pl.                                                              | Verein           | Sp. | S | U | N | Tore    | Diff. | Punkte | Bonus | Gesamt |
| ---------------------------------------------------------------- | ---------------- | --- | - | - | - | ------- | ----- | ------ | ----- | ------ |
| 1.                                                               | Servette Genf    | 4   | 3 | 0 | 1 | 008:600 | +2    | 06     | 0     | 6      |
| 2.                                                               | OGC Nizza        | 4   | 2 | 0 | 2 | 008:600 | +2    | 04     | 0     | 4      |
| 3.                                                               | Racing Straßburg | 4   | 1 | 1 | 2 | 006:700 | −1    | 03     | 0     | 3      |
| 4.                                                               | Neuchâtel Xamax  | 4   | 1 | 1 | 2 | 005:800 | −3    | 03     | 0     | 3      |
| 1 Bonuspunkt pro Spiel, das mit 3 oder mehr Toren gewonnen wird. |                  |     |   |   |   |         |       |        |       |        |

| 1. Juli 1978     |     |                  |
| Neuchâtel Xamax  | 3:2 | OGC Nizza        |
| Servette Genf    | 2:1 | Racing Straßburg |
| 4. Juli 1978     |     |                  |
| Neuchâtel Xamax  | 1:3 | Racing Straßburg |
| Servette Genf    | 2:1 | OGC Nizza        |
| 8. Juli 1978     |     |                  |
| OGC Nizza        | 2:0 | Servette Genf    |
| Racing Straßburg | 0:0 | Neuchâtel Xamax  |
| 11. Juli 1978    |     |                  |
| OGC Nizza        | 3:1 | Neuchâtel Xamax  |
| Racing Straßburg | 2:4 | Servette Genf    |

### Gruppe B
| Pl.                                                              | Verein            | Sp. | S | U | N | Tore    | Diff. | Punkte | Bonus | Gesamt |
| ---------------------------------------------------------------- | ----------------- | --- | - | - | - | ------- | ----- | ------ | ----- | ------ |
| 1.                                                               | FC Lausanne-Sport | 4   | 2 | 1 | 1 | 012:800 | +4    | 05     | 1     | 6      |
| 2.                                                               | FC Sochaux        | 4   | 1 | 2 | 1 | 007:700 | ±0    | 04     | 0     | 4      |
| 3.                                                               | FC Basel          | 4   | 1 | 2 | 1 | 004:500 | −1    | 04     | 0     | 4      |
| 4.                                                               | Stade Reims       | 4   | 1 | 1 | 2 | 006:900 | −3    | 03     | 0     | 3      |
| 1 Bonuspunkt pro Spiel, das mit 3 oder mehr Toren gewonnen wird. |                   |     |   |   |   |         |       |        |       |        |

| 1. Juli 1978      |     |                   |
| FC Basel          | 2:1 | Stade Reims       |
| FC Lausanne-Sport | 5:3 | FC Sochaux        |
| 4. Juli 1978      |     |                   |
| FC Sochaux        | 1:1 | FC Basel          |
| FC Lausanne-Sport | 5:2 | Stade Reims       |
| 8. Juli 1978      |     |                   |
| FC Sochaux        | 1:1 | FC Lausanne-Sport |
| Stade Reims       | 1:1 | FC Basel          |
| 11. Juli 1978     |     |                   |
| Stade Reims       | 2:1 | FC Lausanne-Sport |
| FC Basel          | 0:2 | FC Sochaux        |

## Finale
Das Spiel fand am 15. August 1978 in Genf statt.
|               | Ergebnis |                   |
| ------------- | -------- | ----------------- |
| Servette Genf | 4:0      | FC Lausanne-Sport |